# 孤岛惊魂4
《孤岛惊魂4》是一款由育碧蒙特利尔开发，育碧软件发行的开放世界第一人称动作冒险游戏。游戏于2014年11月18日在PlayStation 3、PlayStation 4、Xbox 360、Xbox One和Microsoft Windows平台发行。本作为2012年《孤岛惊魂3》的续作，孤岛惊魂系列的第四部正传。
游戏故事发生在地处喜马拉雅山脉的虚构国家“凯拉特（Kyrat）”，这个国家主要由庞大的山脉和森林、广袤的水系、村庄构成。主角为一位年轻的凯拉特裔美国人阿杰·盖勒（Ajay Ghale），他陷入了由残暴的国王蒲甘·明（Pagan Min）控制的凯拉特皇家军队和反叛势力“黄金之路”的内战中。游戏侧重于战斗和探索。玩家可以使用各式各样的武器与敌军和危险的野生动物战斗，同时完成支线任务，收集有用的物品，并推动主线剧情的发展。游戏有许多角色扮演游戏的元素，如分支剧情。除了单人战役之外，游戏还设有地图编辑器、多人合作模式和由红色风暴娱乐开发的非对称竞争多人模式。
在《刺客信条III》于2012年末出货后，《孤岛惊魂4》的开发迅速开展并于2014年5月公布。制作组原本打算开发一部直接续作，延续《孤岛惊魂3》的故事，但这一想法后来被放弃，团队决定为游戏设定新的世界和故事。游戏的某些方面受到尼泊尔内战的启发，而反派蒲甘·明服装的灵感则来源于日本电影《杀手阿一》。
《孤岛惊魂4》在发售后主要受到了好评。评论者称赞了游戏开放世界的设计、画面、配乐及人物，尤其是反派蒲甘·明。还有人赞赏游戏增加了新玩法，如攀爬钩爪以及其他丰富的内容。然而，一些评论者不喜欢这个故事，觉得与其前作太相似。本作在商业上获得成功。截至2014年底，游戏销量超过700万，为當時系列历史最高。一些追加下载内容随后发布。

## 游戏玩法
《孤岛惊魂4》是一款第一人称动作冒险游戏。玩家扮演凯拉特裔美国人阿杰·盖勒。在游戏过程中，玩家有跑、跳、蹲等动作，并可以使用猎枪、弩、狙击步枪、地雷、飛刀、弓、火焰喷射器和火箭筒等武器。玩家可潜行躲开枪战，还可从上方或近距离进行肉搏。与系列的前几作不同，玩家在《孤岛惊魂4》可以踢蹬敌方，或隐藏敌人尸体。玩家可以使用各种方法完成任务。例如，玩家可以利用潜行躲避敌人，从而在不被发现的情况下完成目标；也可选择使用枪支和车辆攻击敌人。玩家角色配有一台数码相机，可以让他标记所有可见的敌人、动物和宝箱。玩家还可以骑大象，将其作为类似坦克的进攻性武器；向敌人抛出诱饵，吸引附近的野生动物，它将敌我双方都视为敌人；狩猎动物并剥皮。

《孤岛惊魂4》中，玩家可以骑大象。

游戏为开放世界环境，玩家可自由探索。游戏世界设有多种环境，包括森林、河流和山脉。为了让玩家更快地旅行，游戏添加了各种载具，包括越野车、卡车、水上交通工具如快艇，玩家可在驾驶时进行射击。有些交通工具有自动驾驶功能，开启后内置的人工智能将控制车辆的行动，从而使玩家专注于自己的目标。玩家还可以劫持其他车辆。游戏还引入了蜂鸣直升机等空中载具，使玩家在空中获得战术优势。降落伞、滑翔衣和攀爬钩爪可帮助玩家跨越悬崖以及快速导航。本作部分情节发生于神秘幻境香格里拉，玩家将扮演凯拉特战士卡里纳格（Kalinag）与恶魔战斗。在香格里拉任务中会有一只受伤的白虎跟随玩家。玩家可以对白虎发出指令，令其攻击敌人。
游戏世界分为两部分：南凯拉特和北凯拉特。玩家一开始位于南凯拉特并可以随时自由探索，北凯拉特必须在完成一定的任务后才可解锁进入。在未解锁前游戏地图被一片迷雾覆盖，玩家在解放蒲甘·明控制的钟楼后，地图会逐渐打开，地图上的事物也会被标示，这也有利于“黄金之路”扩大其势力。世界各地分布着由蒲甘·明控制的前哨，玩家可渗透之。四个较大的前哨，或者说堡垒，具有更强的防御和更完善的敌军组合。如果玩家成功解放了前哨，它们将成为快速旅行点，可在游戏世界之间快速导航，其他任务及支线也会随之解锁。游戏还有许多小任务，如解救人质、拆除炸弹和狩猎等。收集的动物皮可用于制作弹药袋、针剂袋等物品袋。
与前作类似，游戏具有一定的角色扮演元素。玩家在完成任务、击杀敌人后可获得经验值，经验值可用来升级玩家的能力。游戏中的技能分为虎象两系，虎系技能专注于肉搏、武器和物理动作；而象系技能专注于生命值、治疗和制作各种针剂。各种随机事件和敌军遭遇贯穿整个游戏。例如，玩家可能会意外地被老鹰袭击、被车撞或目睹动物的捕食。玩家可通过帮助叛军“黄金之路”的成员以积累业报（Karma），如协助他们打败敌人或野生动物。业报积累后，玩家在购买新武器时会有折扣，并且可以在遇到困难时呼叫其成员来支援己方作战。玩家还可以通过收集面具、撕掉宣传海报、转动转经筒来积累经验。游戏还设有竞技场模式，在此模式中玩家要与人类和动物战斗以获取额外的经验值和奖励。

### 多人
《孤岛惊魂4》的多人合作模式被称为“雇佣之枪 ”（Guns for Hire），最多支持两名玩家。该模式与游戏战役独立，玩家可与伙伴自由探索游戏世界、打败敌人并渗透前哨。除了合作模式外，玩家还可进入非对称竞争多人模式游玩。玩家可在罗刹或黄金之路两大势力中选择。罗刹配备了弓箭，并具有瞬间移动和召唤野生动物的能力；而黄金之路的成员配备了枪支和炸药，并可获得装甲车“战斗凯拉特”（Battles of Kyrat）。双方将在三种游戏模式“前哨”、“宣传”和“恶魔面具”下战斗。《孤岛惊魂4》还加入了地图编辑器，允许用户创建和共享自定义内容。与《孤岛惊魂3》类似，玩家可以通过定制景观并放置建筑物、树木、野生动物和车辆等打造自己的地图。地图编辑器在2015年2月3日后支持竞争多人模式。

## 剧情

### 设定
故事的灵感来源于持续十年的尼泊尔内战。主角是年轻的凯拉特裔美国人阿杰·盖勒，他想返回祖国凯拉特（Kyrat，位于喜马拉雅山脉的虚构国度，由源于西藏的喜马拉雅土著克拉底人建立）安葬亡母的骨灰。在发生内战前，凯拉特是由皇室统治的独立国家。貝根·明（Pagan Min）是香港黑帮老大之子，曾带着自己的雇佣军推翻凯拉特皇室政权并自立为王。随后凯拉特陷入由国王貝根·明控制的皇家军队，与企圖推翻前者高压统治的反叛势力黄金之路的内战中。主角的选择将决定凯拉特未来的命运。

### 故事
在阿杰·盖勒的母亲伊什瓦莉去世后，阿杰返回祖国凯拉特，打算完成亡母的遗愿——将其骨灰安葬在一个叫拉克什玛娜的地方。然而，阿杰乘坐的公车遭到皇家军队的攻击。接著，他被古怪残暴的国王貝根·明带到宫殿，明说他曾与阿杰的母亲相爱。在明审问阿杰的向导达潘时，阿杰找到宫殿的出口。在黄金之路指挥官沙巴尔的帮助下，阿杰逃出宫殿。黄金之路是由阿杰父亲莫汗·盖勒创建的反叛组织。由于皇家军队控制了凯拉特唯一的机场，并封锁边境，阿杰暂时无法离开该国。
在伊什瓦莉和阿杰逃离凯拉特的20多年来，叛乱停滞，黄金之路现在为争取他们的生存而斗争。作为莫汗·盖勒之子，阿杰成为黄金之路团结一致的象征。在营救了一批人质，并從政府軍手上奪得部分地方的控制權後，黄金之路计划攻击他的三个手下，藉以打破明的铁腕统治：保罗·“德普勒”·哈蒙（Paul "De Pleur" Harmon），手段残酷，经常严刑逼供反抗军势力；诺尔·娜迦（Noore Najjar），因明绑架了其家人而被迫为他工作，掌管南凯拉特的竞技场；尤玛·刘（Yuma Lau），在明小时候就跟随着他，猶如其左右手。
然而，黄金之路的两位指挥官沙巴尔和阿米塔（Amita）在各自主张包括是否继续依赖毒品贸易上产生了严重分歧。沙巴尔主张保守主义，阿米塔则坚持激进主义。阿杰被迫进行干预，而他的决定会影响黄金之路的走向。第一个被打败的地方统治者是德普勒，在此过程中诺尔帮了阿杰很大的忙。其后沙巴尔和阿米塔要求阿杰杀死诺尔，无论是阿杰杀死她，还是她知道明早已杀掉她的家人后自杀，最终诺尔会死在竞技场上。
在黄金之路稳固了凯拉特的南部省份后，阿杰收到了一个陌生人的呼叫，他知道阿杰的身世，并要求阿杰清理掉机场的守卫。陌生人名叫威利斯·亨特利（Willis Huntley），CIA特工。亨特利为叛军提供情报，并以阿杰父亲的日记作为交换要求阿杰杀死尤马的副手。不过他最终把阿杰出卖给明，此时黄金之路准备向北凯拉特进军。
阿杰被关到了尤玛的杜尔格施监狱，他想方设法从监狱中逃出，在逃亡过程中阿杰发现因明对阿杰已故母亲的感情，尤玛开始瞧不起貝根。貝根知道尤玛对他的密谋，于是把她出卖给黄金之路，阿杰最终杀死了她。黄金之路此时已成功推进到北方，但阿米塔和沙巴尔之间的紧张关系达到了前所未有的高度，迫使阿杰作出最后决定，这会决定谁成为黄金之路的领导者。无论谁成为领导者，都会要求阿杰杀死对方，以防发生另一场内战。阿杰可以选择杀死对方或放对方离开。在黄金之路完成内部统一后，阿杰与他们一起进攻貝根的堡垒，随后阿杰独自进入明的宫殿。

#### 结局
阿杰与明见面，明责备阿杰在游戏开始时的逃跑，称他永远只会帮助阿杰。貝根给阿杰两种选择：开枪或者坐下来共进晚餐，然后与他一起去安置阿杰母亲的骨灰。如果玩家射杀明，游戏会立即结束，并播放制作人员名单。如果玩家选择与明共进晚餐，他则会告诉阿杰事情的真相。在黄金之路组建初期，阿杰的父亲莫汗·盖勒把伊什瓦莉送到貝根的身边监视他，但两人墮入愛河，并育有一女拉克什玛娜，也就是阿杰同母异父的妹妹。為了报复伊什瓦莉的背叛，莫汗杀死拉克什玛娜，而伊什瓦莉则杀死莫汗，并带着襁褓中的阿杰离开凯拉特。明指出放置拉克什玛娜骨灰的小型神龕，阿杰把亡母的骨灰放在拉克什玛娜骨灰的旁边。随后明乘直升机离开，把这个国家交在阿杰手上。
玩家可以选择在直升机升空时将其击落，从而杀死明。在这种情况下，明的尸体可以在被击落直升机旁边发现。搜索尸体后可获得一支金笔，笔上的题词为“致吾爱，伊什瓦莉”（For you my love, Ishwari）。
在明死亡或离开后，黄金之路夺取凯拉特的控制权。如果阿米塔掌控黄金之路，她会开始强制征募童兵以弥补皇家军队造成的亏空。她的妹妹巴德拉（Bhadra）被带走，“永远不会再回来”，暗示她已经死去。如果沙巴尔掌控黄金之路，他会残忍地杀死阿米塔的支持者，并将巴德拉供奉为塔伦·玛塔拉（Tarun Matara），代表国家团结的宗教象征。玩家最后可以选择是否杀死黄金之路的领导者。
游戏开头还有一個允許玩家以迅速且和平的方式通關的彩蛋结局。玩家只需在明拷问达潘期间耐心等待，十几分钟后明便会返回餐桌，并感谢阿杰的绅士风度。随后明会带阿杰到放置拉克什玛娜骨灰的小型神龕，并告诉阿杰父母的过去。安置完阿杰母亲的骨灰后，明最后说“现在我们来开几枪放松一下吧”。

### 逃离杜尔格施监狱
“逃离杜尔格施监狱”（Escape from Durgesh）是追加下载内容的额外章节，它扩展了阿杰逃离杜尔格施监狱返回黄金之路的过程，以及尤玛对明的反叛计划。
阿杰逃离监狱后被明救出，因为明无法直接把阿杰带到黄金之路处，所以在为阿杰包扎好伤口后，明将其放在北凯拉特的一座高塔上。然后，明把阿杰的逃生的消息泄漏给沙巴尔和阿米塔，这样他们可以夺取皇家军队直升机来营救阿杰。但消息传到了军队掌控者尤玛耳中，她计划袭击阿杰试图逃跑的着陆点。正因如此，阿杰只有有限的逃生时间，但他可以通过攻击尤玛的军队来争取更多的时间。作为阿杰破坏尤玛反叛计划的交换，明承诺在着陆点为阿杰提供支持及资源。在杀死尤玛的副手、破坏她的补给线并阻止尤玛扰乱明的通讯后，阿杰赶往着陆点，但他必须抵御尤玛的攻击来给直升机的发动争取足够的时间。在着陆点安全后，阿杰被成功空运到南凯拉特与黄金之路會合。

### 雪人谷
“雪人谷”（Valley of the Yetis）是追加下载内容的额外章节，发生在主线剧情之后。情节本身并非对原故事的真正延续。
蒲甘·明的统治结束后，阿杰与黄金之路开始清理忠于明的剩余势力。当巡逻到凯拉特一个山谷角落时，阿杰乘坐的直升机被不明攻击者击落。阿杰醒来时发现驾驶员已被绑架，并被带到山谷深处。阿杰跟随着他的求救信号，却发现山谷已被一支邪教军队占领。解放了一个中继站后，阿杰试图与黄金之路取得联系。在被迫击退一波攻击后，阿杰被电台传出的声音嘲笑。经过进一步调查，阿杰发现军队自称“雅隆（Yalung）的信徒”，而雅隆为凯拉特神话中的恶魔。信徒利用遍布山谷的邪教势力将雅隆的追随者转变成“雪人”，并积累力量以攻击凯拉特。阿杰意识到不处理掉这一邪教他就无法返回凯拉特，于是他逐渐瓦解了这支队伍，并找到了雅隆影响力的来源。在成功摧毁了为信徒提供力量的树后，阿杰发现自己变成了雪人。

## 开发
《孤岛惊魂4》主要由育碧蒙特利尔工作室开发，工作室自2005年的《孤岛惊魂：本能》起担任孤岛惊魂系列的开发工作。其他四个育碧内部工作室育碧多伦多、育碧红色风暴、育碧上海和育碧基辅协助其工作。蒙特利尔工作室负责开发游戏战役；多伦多工作室负责香格里拉章节的制作；红色风暴负责竞争性多人游戏的开发；上海工作室负责开发狩猎任务；基辅工作室则负责开发游戏的PC版。游戏开发始于2012年年底，《刺客信条III》出货后。游戏的创意总监为亚历克斯·哈钦森，他曾参与《刺客信条III》及Maxis公司《孢子》的开发。
当对新的孤岛惊魂游戏进行头脑风暴时，开发团队原本打算开发一个《孤岛惊魂3》的直接续作。续作将设定在同一热带岛屿，继续扩大主角的故事，一些人物会回归，如《孤岛惊魂3》的第二大反派瓦阿斯（Vass）。然而团队后来发现这个续作不是他们想要的。因此，团队决定以新的设定和人物打造一款全新的游戏。团队开始尝试各种各样的想法。有团队成员希望游戏可允许玩家飞行，这导致了游戏的垂直性。游戏总监也希望玩家能够在具有“异国情调的山坡”和“独特文化”的地方，骑着大象横冲直撞。这使游戏引入了多山环境的设定，并加入了大象。开发者旨在玩家带来独立的体验，因此除了贺克（Hurk）外，《孤岛惊魂3》的其他人物并未回归。贺克的回归是因为团队认为应该引用系列之前的游戏，因为所有的游戏之间即使没有直接联系，但它们也设定在同一大世界下。
部分游戏元素直接取自《孤岛惊魂3》。异域风情、狩猎及自由完成任务等设定继续应用于《孤岛惊魂4》。团队希望通过吸收和扩大这些想法，同时引入新的功能，可让《孤岛惊魂4》成为系列的一次进化。其结果是本作的前哨面积变大，玩家有更多的选择来定制自己的武器。团队意识到，玩家花费了大量时间与《孤岛惊魂3》的开放世界进行交互，因此决定把更多的精力和资源投入到世界的设计上，添加更多的任务。
游戏世界“凯拉特”是一个位于喜马拉雅山脉地区的虚构国家。在构建凯拉特时，开发者融合了包括尼泊尔和西藏在内的的真实世界元素，但是进行了夸张。地图大小类似于《孤岛惊魂3》，但更密集，环境更多样。开发者希望玩家在不同地形旅行时体验到探索感。团队还希望新的位置对玩家是可信、有趣的。他们在游戏中加入了不同的布告牌，虚构了凯拉特的宗教与神话。游戏世界也为适应新的功能（如直升机和攀爬钩爪）进行了设计。为努力让世界变得更真实，团队改善了支线任务的设计，任务由故事推动，而不是仅仅由玩家的活动完成，这是为了增加玩家与世界之间的联系。为了增加游戏世界的可靠性，工作室专门派出一支团队到尼泊尔体验并记录当地的文化。据开发者称，这次行程改变了游戏的设计，本作重点从游戏的内战（灵感来自真实世界的尼泊尔内战）转移到开发独特和有趣的人物上。
游戏中最受好评的人物是反派蒲甘·明，团队希望玩家每次遇见他时都会感到“震撼、惊讶与好奇”。明与主角盖勒有着复杂的关系，团队希望玩家能猜测明的意图，所以为他增添了一层神秘感。团队原本希望反派有“朋克摇滚的心态”，但这一想法因太老套而被放弃。明的粉红色服装的设计灵感来自日本电影《杀手阿一》中淺野忠信的角色。蒲甘·明的性格被设计为残暴而又自信，团队认为特洛伊·贝克颇具魅力声音非常适合明，于是聘请贝克为明配音。据贝克说，他不肯接受育碧给的试音剧本，并用蒲甘·明的口吻威胁助理。主角盖勒的设计比较单薄，他的背景会随着游戏故事的发展逐渐揭开。游戏编剧马克·汤普森称，盖勒将会和玩家一起学习凯拉特的历史与文化。为使玩家与游戏故事产生更多联系，团队引入了分支剧情，玩家做出的选择将导致不同的结果，并改变游戏结局。团队希望通过添加选择为战役增添额外的深度及意义。

香格里拉章节的主色调与凯拉特不同，主要由金、红、橙、白、蓝构成。

团队希望《孤岛惊魂4》中有像《孤岛惊魂3》“游戏中的游戏”的结构，所以设计了香格里拉任务，它与凯拉特没有什么关联，但在游戏叙事中发挥了重要作用。在开发这一部分时，团队着重色彩的运用。他们希望《孤岛惊魂4》的艺术视野异于其他同类型的射击游戏。它最初被设计为一个小型开放世界，但因时间限制和开发人员之间创意的巨大分歧，最终此部分转变为线性设计。团队后来决定简化它，并重新将其构想为“古老、自然的世界”。香格里拉由五种不同的色调构成，主色调为金色，团队认为这会为幻境增加暖色调；同时，红色被大量运用，用以构建陌生的感觉以及与游戏的叙事相搭配；橙色用于交互，而白色代表世界的纯净；蓝色是香格里拉最后的色调，代表着危险与荣誉。
育碧承诺《孤岛惊魂4》多人元素将远超《孤岛惊魂3》。一些因时间限制被《孤岛惊魂3》取消的元素将在《孤岛惊魂4》中得到添加，如多人合作模式“雇佣之枪”。它本来为独立模式，但后来被集成到主战役中。游戏的竞争性多人模式允许玩家升级并通过不同的方式打败敌人。红色风暴娱乐吸收了玩家对于《孤岛惊魂3》多人游戏的反馈意见，并决定将车辆加入游戏中。团队选择了非对称结构模式，这样玩家可以在不同的比赛中有不同的体验，并使比赛变得更加混乱。开发商原本计划以女性作为玩家角色，但因动画问题而放弃。育碧宣布拥有PlayStation 3和PlayStation 4版本的玩家将会获得“凯拉特之钥”（Keys to Kryat）。它允许拥有者为其他10名未拥有游戏的人提供密钥。获得密钥的玩家可加入邀请者的多人合作模式并可游玩两个小时。
克里夫·马丁内兹负责游戏的配乐工作，游戏共发布了两张包含30首游戏曲目的光盘版及一张额外添加15首曲目的豪华版。专辑在游戏发售之前发行，并得到了好评，特别是对尼泊尔传统乐器的使用与结合。

### 发行
随着《孤岛惊魂3》在商业上获得成功，育碧把孤岛惊魂系列视为其最重要的品牌之一。2013年6月，育碧暗示续作正在开发中。2013年10月3日，马丁内兹提到他正致力于游戏原声音乐的制作。2014年3月，游戏的设定及特性遭到泄露。2014年5月15日，《孤岛惊魂4》正式公布，第一个游戏画面于E3 2014放出。在游戏的艺术封面中，浅肤色的蒲甘·明把手放在一个深肤色的人的头上，这引起了争议和种族主义的指控。哈钦森后来澄清道，蒲甘·明并非白种人，而且封面中的另一个人也并非游戏主角。他还说大众对艺术封面的反应“令人不舒服”。
除了标准版外，游戏还有限量版发行。限量版提供额外的任务及武器鱼叉枪，预购游戏的玩家将免费获得此版本的升级。游戏另有凯拉特版，包含收藏盒子、海报、杂志、凯拉特地图、蒲甘·明的小雕像以及限量版的额外任务。玩家还可购买游戏的季票，它包含新的竞争性多人游戏模式、限量版的任务与新任务“注射器”以及另外两个追加下载内容。
《孤岛惊魂4》于2014年11月18日在北美发行，11月20日在欧洲发行，11月21日在英国发行，覆盖Microsoft Windows、PlayStation 3、PlayStation 4、Xbox 360和Xbox One平台。游戏的PlayStation4、Xbox One和PC版本具有更高的视觉保真，如具有较高的纹理分辨率和更多的动物皮毛。游戏也支持可下载内容，第一个DLC“逃离杜尔格施监狱”（Escape From Durgesh Prison）添加了一个设定在战役期间的新任务，于2015年1月13日发布，支持单人或双人游玩。“占领”（Overrun）DLC增加了新地图、载具以及竞争性多人游戏的新模式，于2015年2月10日登陆主机平台，2月12日登陆PC平台。贺克豪华包（Hurk Deluxe Pack）增加了一些任务和武器，于2015年1月28日发布。最后一个追加下载内容“雪人谷”（Valley of the Yetis）具有全新的地区及任务，同样支持单人或双人合作模式。雪人谷DLC分别于2015年3月10日及11日在北美和欧洲发布。
2019年2月，更新加入简体中文版本。但翻譯品質不佳，很多譯名和用語多套用繁體中文版本的翻譯。

## 评价
《孤岛惊魂4》发售后获得了积极的评价。根据评分汇总网站GameRankings和Metacritic的统计，Xbox One版评分分别为85.92%和82/100，PlayStation 4版为83.76%和85/100，PC版为81.00%和80/100。
游戏故事受到了不同的评价。Destructoid的克里斯·卡特（Chris Carter）称赞了主角阿杰·盖勒的性格，称其不像《孤岛惊魂3》主角杰森·布罗迪（Jason Brody）那样咄咄逼人。他还赞扬了反派蒲甘·明，称其每一次出现都令人瞩目。《电子游戏月刊》的约什·哈蒙（Josh Harmon）认为游戏人物更有深度，玩家在游戏中做出的选择都是有意义的。Eurogamer的埃伊菲·威尔逊（Aoife Wilson）认为游戏人物令人难忘，但故事令人失望。Game Revolution的尼克·谭（Nick Tan）也称赞了明的性格，但抱怨这一人物在游戏中出场太少。GamesRadar的埃德温·埃文斯-瑟尔维尔（Edwin Evans-Thirlwell）认为尽管有些人物十分有趣，但随着剧情的不断深入，游戏故事多少让人感到厌倦。他还批评了游戏的剧本，谓之“乏善可陈”。GameZone的米克·斯毕利塔（Mike Splechta）称游戏的配音和故事情节都令人满意。
游戏设定得到了积极的回应。卡特认为地图的垂直性为玩家在旅行时制造了障碍，但称赞了游戏世界的知识性、野生动物以及游戏的长渲染距离。哈蒙也称赞了游戏的图形和凯拉特文化，认为游戏世界的丘陵地貌带给玩家探索的欲望，并因此乐在其中。然而威尔逊认为，游戏设定不如《孤岛惊魂3》的热带设定更有吸引力。尽管如此，她也赞扬了香格里拉部分，认为其完全改变了游戏原来的景观。Game Informer的马特·伯兹（Matt Bertz）认为游戏设定丰富多样并充满活力。Joystiq的路德维希·基茨曼（Ludwig Kietzmann）认为游戏世界本身即引人入胜。
游戏设计也获得了一致好评。卡特认为堡垒和前哨系统可使玩家获得成就感，自由使用不同的方式完成任务是游戏的最大部分之一。此外，卡特称赞了游戏的载具和自动驾驶功能，后者被其认为是对游戏系列的显著提升。不过他批评了游戏的升级系统，认为它直接转换自前作，平淡无奇。IGN的米奇·代尔（Mitch Dyer）觉得游戏的交易系统令人满意，它让玩家有了完成支线任务的动力。Polygon的贾斯汀·麦克尔罗伊（Justin McElroy）称赞了攀爬钩爪的引进和垂直地图的设计，称这可以让玩家在采取行动之前制定战略。他也赞扬了游戏允许玩家使用多种方法完成目标的设计。
游戏多人模式得到的评价不一。卡特对比了本作与《古墓丽影》的竞争性多人模式，称前者为“可跳过”。他认为合作多人模式是有趣的，但对其局限性表示失望。不过卡特也补充道，没有这些多人元素本作仍是非常优秀的。伯兹也发现了多人游戏的问题，并批评游戏缺乏专用的服务器。埃文斯-瑟尔维尔认为本作的合作多人模式有一定乐趣，但不对称竞争多人模式则很容易被人忘记。与此相反，斯毕利塔认为不对称竞争多人模式是一个“惊喜”。
哈蒙认为《孤岛惊魂4》是对《孤岛惊魂3》的改进，但觉得游戏玩起来太像前作，称本作没有足够的野心。伯兹认为育碧蒙特利尔对《孤岛惊魂4》的构想不如前作大胆，同时也觉得《孤岛惊魂4》的体验并未很大地偏离前作。谭也指出，游戏开放世界的设计不仅类似于《孤岛惊魂3》，还类似于育碧的其他系列游戏如《刺客信条》和《看门狗》。埃文斯-瑟尔维尔认为游戏的体验是空洞的，因其未能对系列进行创新或重塑。代尔认为游戏没有野心，但游戏体验依然是令人欣喜和值得的。

### 销量
育碧估计游戏在发行的第一年至少销售600万份。 在发行的第一周，《孤岛惊魂4》成为销售最快的游戏和系列中推出最成功的游戏。游戏在英国发售一周内为全平台第二畅销，仅次于《侠盗猎车手V》。据NPD集团统计，《孤岛惊魂4》为美国第六畅销的游戏。截至2014年12月31日，本作销量超过700万。2020年3月，本作於第八世代的銷量超過1000萬。

### 奖项
《孤岛惊魂4》获IGN的最佳射击游戏奖。在第11届英国游戏学院奖中，本作被提名为最佳艺术成就、最佳游戏设计、最佳音乐、最佳表演（特洛伊·贝克）和最佳故事奖。在DICE奖中，游戏被提名为年度最佳游戏、年度动作游戏、杰出音乐设计、杰出技术成果和杰出游戏设计奖，并荣获杰出原创音乐作品奖。在中文媒体游民星空的2014年度游戏评选中，本作获最佳射击游戏奖。